# 河野通次
河野 通次（こうの みちつぐ）は、江戸時代の武将。徳川家家臣。八王子千人同心9人の千人頭の一家。

## 略歴
志村貞精の三男として生まれる。河野通玄の子が病弱だったため、通玄の娘婿となった。
元和8年（1622年）跡を継ぎ、八王子千人頭を務める。寛永8年（1631年）、武蔵国都筑郡・上総国周淮郡において270石を知行する。寛永9年（1632年）8月8日、36歳で死去。